# Плаужница
Плаужница — деревня в Андреапольском районе Тверской области. Входит в Хотилицкое сельское поселение.

## География
Расположена примерно в 7 верстах к юго-востоку от села Хотилицы. Находится недалеко от северного конца озера Житово. 

## История
В конце XIX — начале XX века деревня в Торопецком уезде Псковской губернии.

## Население
| 2002 | 2010 |
| ---- | ---- |
| 5    | ↘1   |